# 任得敬
任得敬（？—1170年），西夏大臣，外戚，一度获封楚王，获得西夏一半国土。女儿为西夏崇宗皇后任皇后。

## 生平
最初，任得敬是宋朝西安州的通判。1137年，西夏攻破西安州，任得敬率兵投降。当时的西夏皇帝李乾顺任命他为权知州事。为了逢迎皇帝，任得敬将自己的亲生女儿献入宫中为妃，因此被提拔为静州防御使。
他用大量财货贿赂朝廷大臣，设法让其女儿登上皇后宝座。御史中丞芭里祖仁等人在皇帝面前夸奖任氏的才德，1138年，夏崇宗将她立为皇后，任得敬当上国丈，被擢升为静州都统军。
1139年，夏崇宗皇帝驾崩，其子李仁孝继位。虽然任氏并不是仁孝的生母，但仍然被封太后。
1140年，夏州统军萧合达造反。任得敬为了邀功请赏，图乘机立功，主动请求担任讨伐叛军的任务，收复夏州，剿灭了萧合达叛乱。任得敬因其军功显著，被皇帝册封为西平公，任翔庆军都统军。
1143年，任得敬率军镇压威州、定州等地的农民起义。
1147年，企图参与国政，上奏请求入朝觐见，被斡道冲等朝中大臣阻止。
1149年，以外戚任尚书令、中书令。八年，进为国相，弟任得聰爲殿前太尉，任得恭爲興慶府尹；逐步获取西夏军政大权。
1160年，天盛十二年三月任得敬迫使夏仁宗封其为楚王。
1167年，天盛十九年，任得敬患疾。五月，太师上公总领军国重事秦晋国王因疾病缠绵药石无效，发愿印施佛经。冬十二月，遣使向金国求医。
1168年，金国保全郎王师道为任得敬治疾。
任太后见任得敬仗着权势多行不法，屡次劝诫，无果。1170年，任太后去世。同年，分西夏疆土之半（包括西南路、西平府、罗庞岭等地）为国，夏仁宗被迫答允。任得敬又迫使夏仁宗上表金国，要求封册，被金世宗拒绝。任得敬结怨于金，转通南宋，约夹攻金国。后阴谋败露，夏仁宗得金国支持，是年八月，捕杀任氏兄弟，任得敬分国失败。